# ووچادلتسه
ووچادلتسه (به صربی: Vučadelce) یک منطقهٔ مسکونی در صربستان است که در سوردولیکا واقع شده‌است. ووچادلتسه ۵۰ نفر جمعیت دارد.